# Beomjoe sonyeon
Beomjoe sonyeon (범죄소년?), noto anche con il titolo internazionale Juvenile Offender, è un film del 2012 scritto e diretto da Kang Yi-kwan.

## Trama
Dopo essere uscito dal riformatorio, il sedicenne Jang Ji-goo scopre che l'unica persona con cui viveva, l'anziano nonno, è venuto a mancare; si ritrova così a vivere con la madre, Hyo-seung, che l'aveva abbandonato dopo essere rimasta incinta a diciassette anni. Hyo-seung prova rancore nei confronti della madre, tuttavia improvvisamente viene a sapere che anche la fidanzata, Kim Sae-rom, è rimasta incinta di lui, e si ritrova così a prendere un'importante decisione.

## Distribuzione
In Corea del Sud la pellicola ha goduto di una distribuzione nazionale a cura della Finecut, a partire dal 22 novembre 2012.